# Comuna Smîciîn, Horodnea
Smîciîn (în ucraineană Смичин) este o comună în raionul Horodnea, regiunea Cernihiv, Ucraina, formată din satele Dibrivne și Smîciîn (reședința).

## Demografie
Componența lingvistică a comunei Smîciîn
     Ucraineană (98,04%)
     Rusă (1,82%)
     Alte limbi (0,15%)
Conform recensământului din 2001, majoritatea populației comunei Smîciîn era vorbitoare de ucraineană (98,04%), existând în minoritate și vorbitori de rusă (1,82%).